# بلغار الفولغا
بلغار الفولغا ، وتعرف بالمصادر العربيّة التاريخيّة باسم مملكة الصقالبة و مملكة البلقار، دولة بلغارية تاريخية وجدت بين القرنين السابع والثالث عشر حول التقاء نهري فولغا والكاما الموجودة حالياً في روسيا. أسسها ألمش بن يلطوار، والمعروف أيضاً باسم جعفر بن عبدالله، بعد ارتباطه بالدولة العباسية زمن الخليفة جعفر المقتدر الذي أرسل إليه إبن فضلان صاحب الرحلة الشهيرة.
يتفق معظم العلماء أن فولغا بلغاريا كانت خاضعة للإمبراطورية الخزرية حتى منتصف القرن العاشر، حتي توقف البلغار عن دفع الجزية لها. بلغار الفولغا حاولوا تحويل فلاديمير الأول حاكم كييف للإسلام؛ ومع ذلك رفض فلاديمير مفهوم الروس التخلي عن النبيذ، الذي أعلن أنه كان "فرحة جداً على حياتهم.

## معرض صور

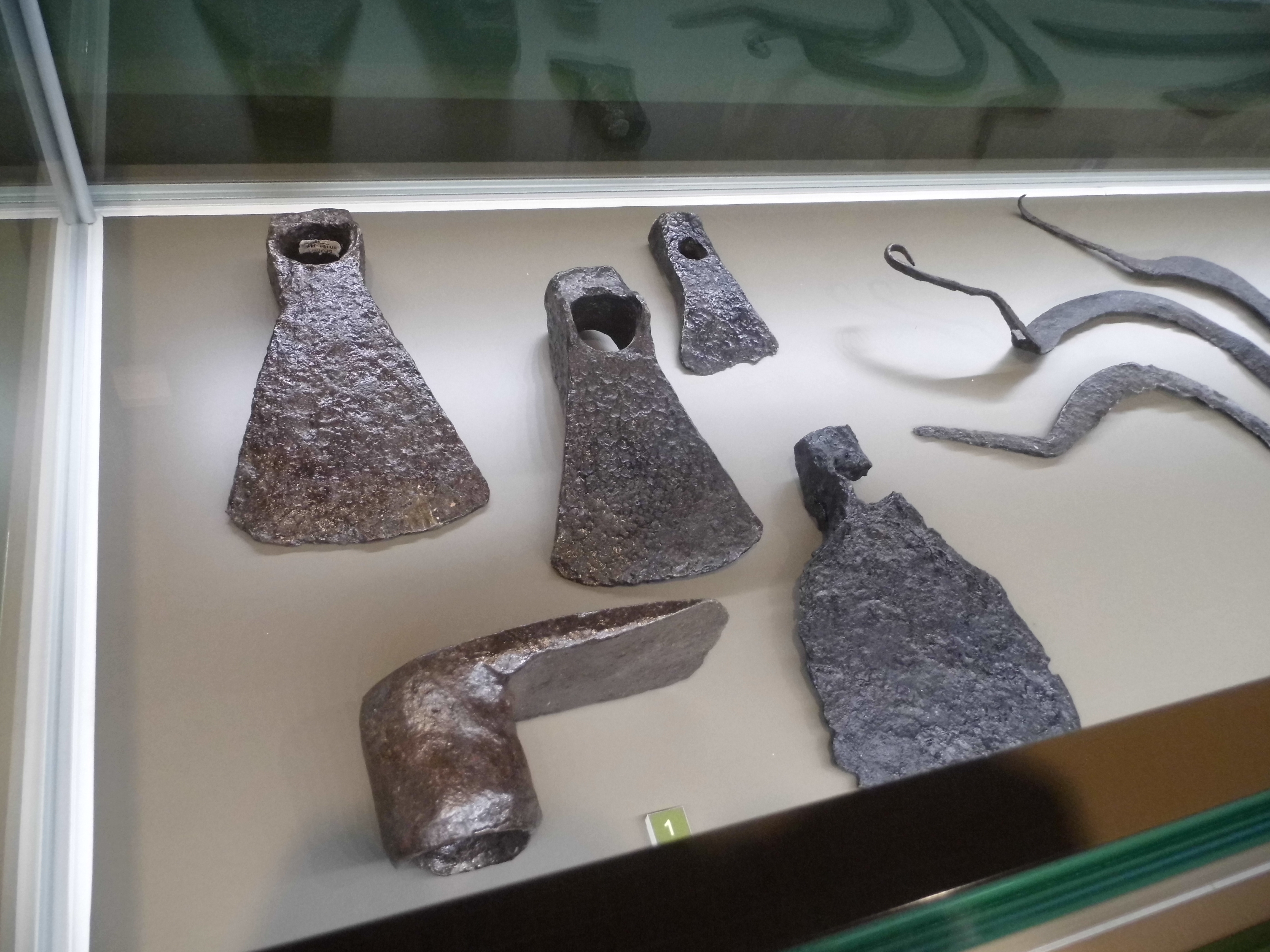
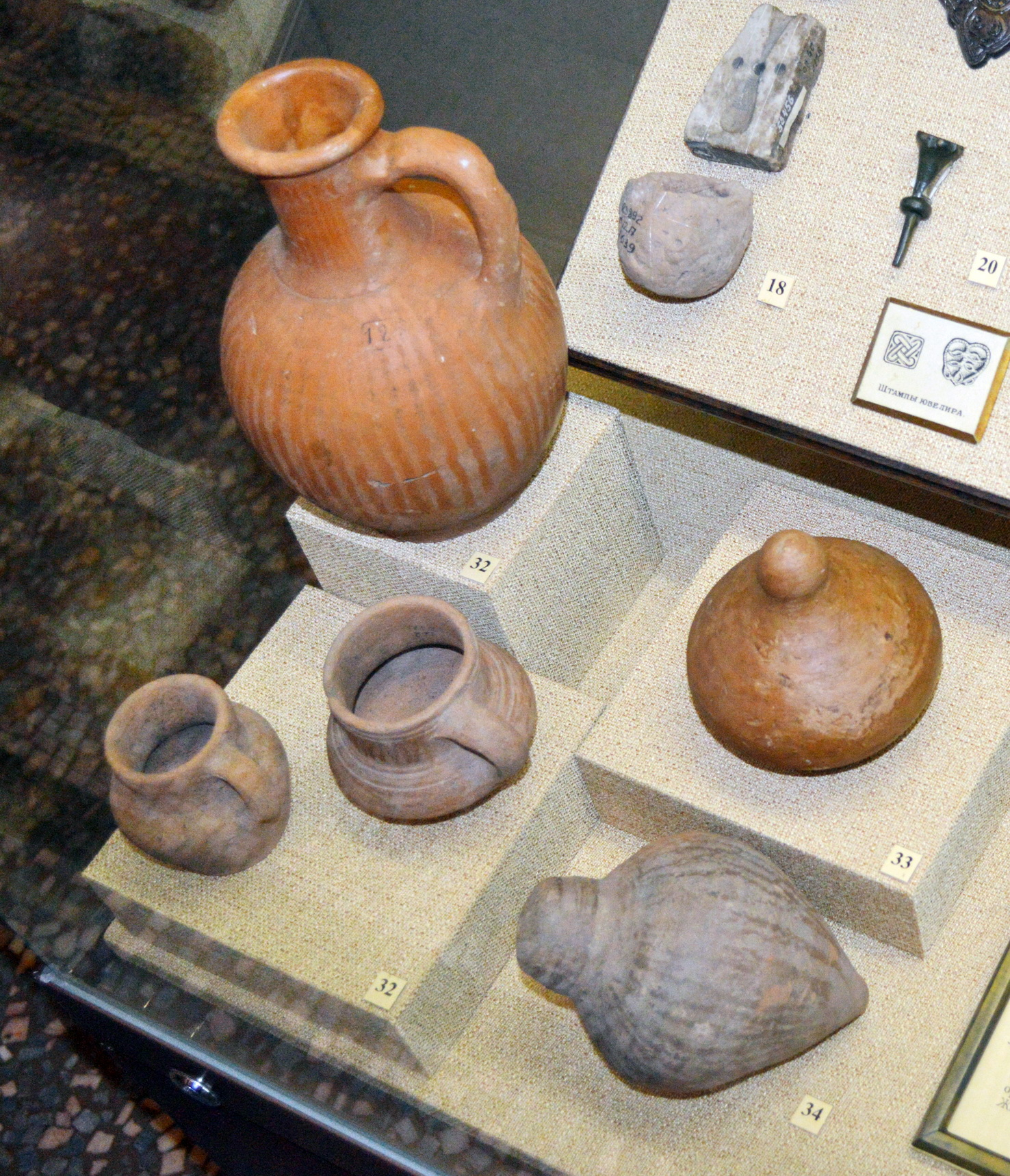
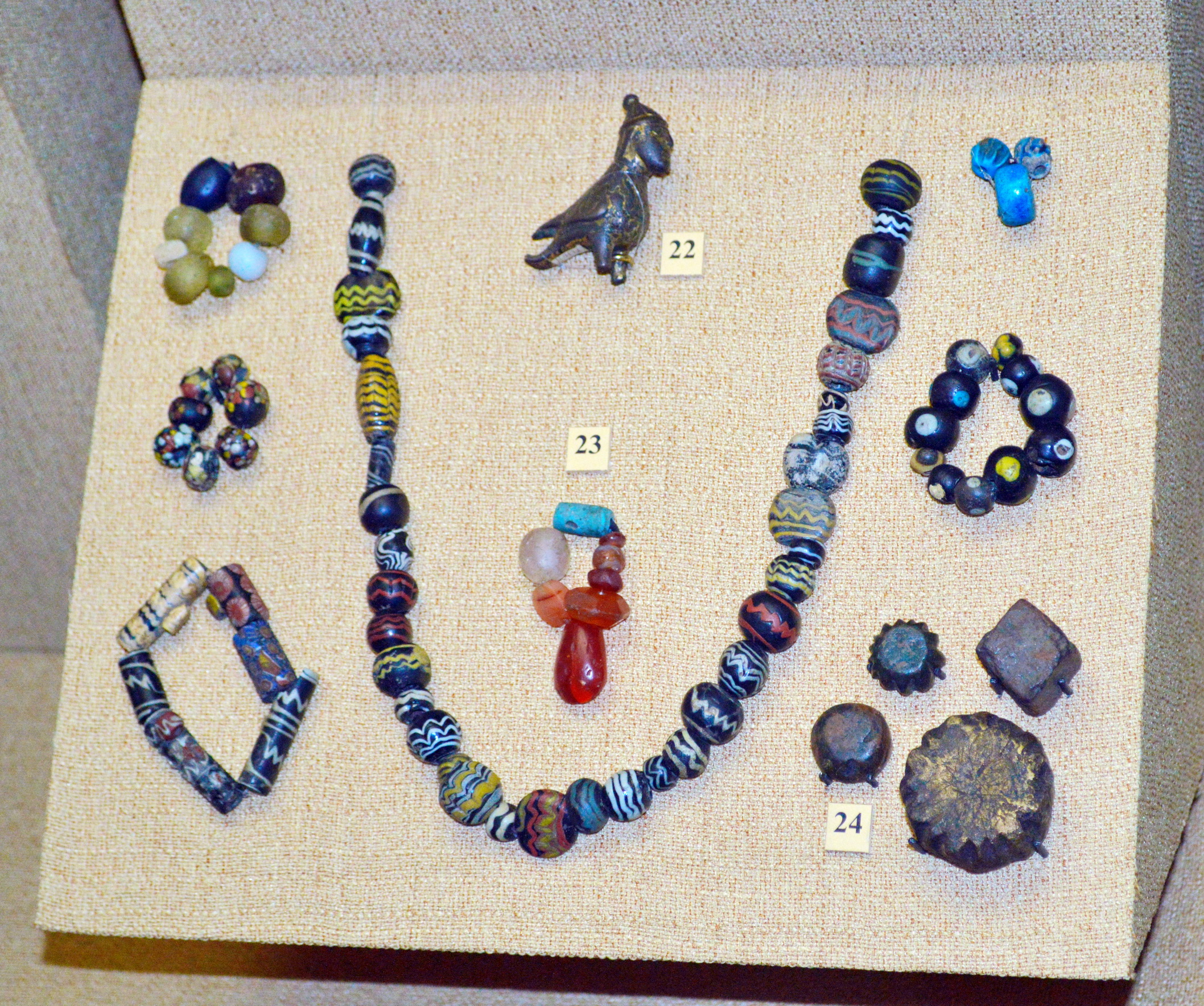
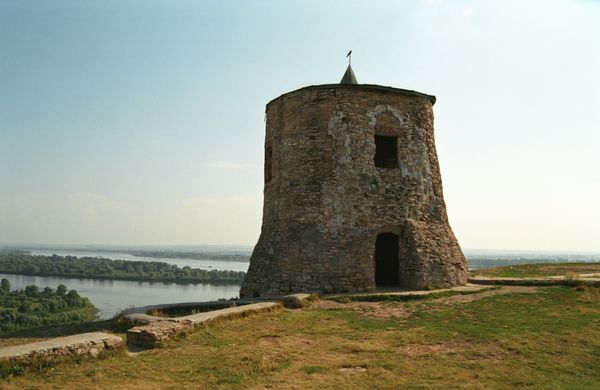
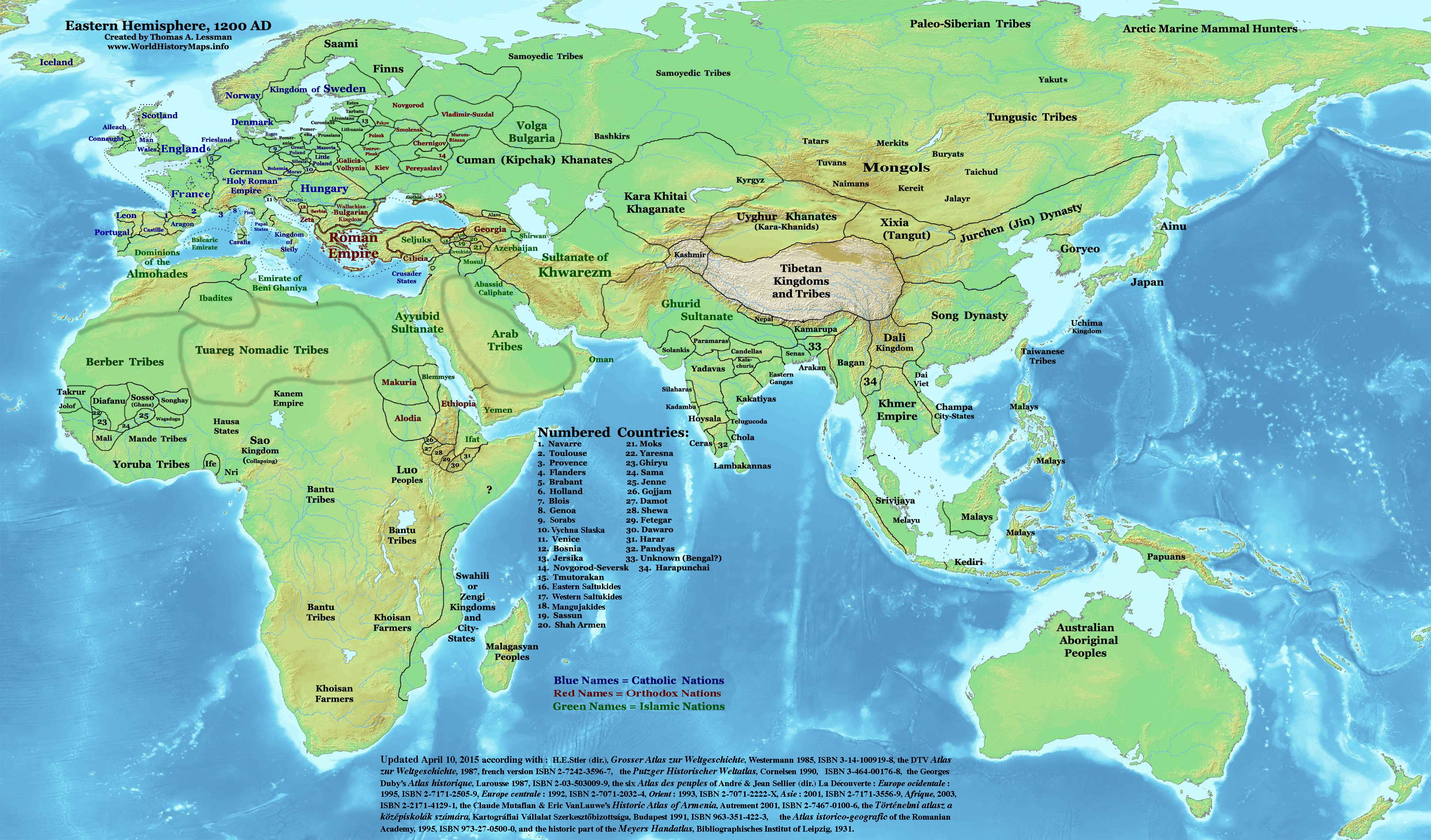

## أعلام
- قل غالي
- إبراهام بلغاريا